# 吳鎮 (嘉靖進士)
吳鎮（1539年—？），字子靜，騰驤左衛軍籍直隸蘇州府常熟縣人，明朝政治人物。

## 生平
順天府鄉試第一百十二名舉人。嘉靖四十一年（1562年）中式壬戌科會試第一百十七名，三甲第一百四十二名進士。曾官浙江金華府知府。

## 家族
曾祖吳啟；祖父吳璽；父吳思誠，母王氏。具庆下。